# 张之江
张之江（1882年—1966年），字紫珉，教名保罗。直隸省沧州滕庄子乡留老仁村人（今属河北黄骅市），民初西北军将领，中央國術館創辦人，禁煙委員會首任委員長，国民革命军陆军中将加上将衔。馮玉祥手下的「五虎将」之一（其他四位是鹿鍾麟、宋哲元、鄭金聲、劉郁芬）。

## 生平
张之江8岁時由祖父啟蒙，習武读书。
1903年應徵加入清朝的新軍。1907年任新建北洋第一混成协哨官。1910年9月张之江任北洋軍标骑兵营的排长。
武昌起義後，受反清革命思想影响，參與滦州起义，失敗出逃。
民國成立後成為馮玉祥麾下，护国战争中奉馮玉祥之命，秘密與護國軍第一總司令蔡鍔議和。护国战争之后，冯玉祥任命张之江为骑兵营长。
1918年，驻湖南常德，任团长。
1921年6月，驻陕西，晉升旅长。
1923年率沧州敢死大刀短枪队（由河北人马凤图为冯玉祥部队訓練），在冯军克奉系李景林部的廊坊之战中，一路攻克天津。规定西北军人均須通過練拳、劈刀、刺槍、體操四項主要科目。

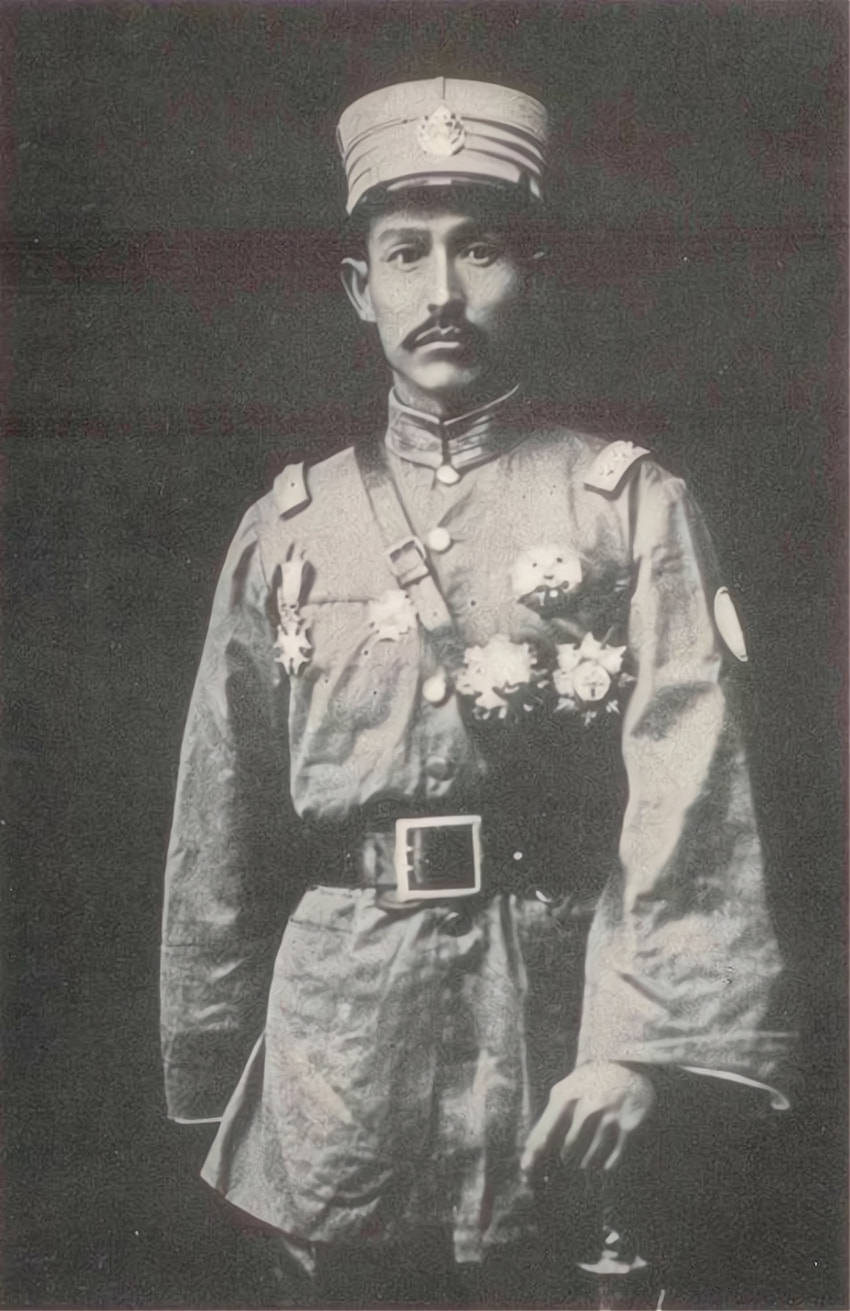
张之江

1924年9月，冯玉祥的西北军改编为国民军，參加第二次直奉战争，离京奔热河，去东北进攻奉系。後回京協助冯玉祥发动北京政变。在京郊南口大戰中，任國民軍總司令，檄討軍閥有功而進升陸軍上將。據說他在南口指揮作戰時，他的警衛余國棟曾教他學太極拳來舒緩身心。
1924年10月25日北苑会议后，张之江受命赴扬村，迎战吴佩孚等直系軍閥，将吴部击溃。
在冯玉祥影响下成为基督徒，1925年捐三万银元印刷《圣经》，封面上有金字：“此乃天下之大经也。”宣道时常将《圣经》送与索取的听众。
1925年12月，于廊坊车站参与劫持并杀害徐树铮。

## 投靠南京國民政府
1926年中，冯玉祥於反奉戰爭戰敗下野赴蘇后，張之江任察哈尔都统、西北边防督办、代理國民軍总司令，指挥国民军在内蒙古多伦的千里战线，抵抗奉直晋三系军阀，最終多伦失守向绥远退却。张之江此場戰役後，离开了冯玉祥所部西北军並投靠南京國民政府。
1927年张之江创办中央国术研究馆（后改称中央国术馆）时，極力推薦西北军同事马凤图，任“少林门”第一、二两科科长。
1931年任江蘇省綏靖督辦。

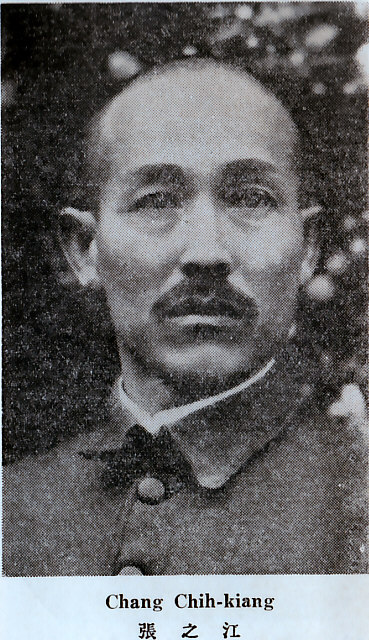
1931年，《中国名人录》第四版中的张之江。

1928年北伐革命结束后，张之江任南京中央国术馆馆长等职。
1932年至33年間，為美華聖經會百年紀念會在多地舉行之大會作主講，包括武漢、福州、漳州、廈門、廣州、香港、梧州、及廣東數個小城。
1933年，经国民政府批准，创办国立国术体育师范专科学校（河北师范大学体育学院的前身）并任校长，身兼两职。
1936年，中国国术馆选拔武术队参加柏林夏季奥林匹克运动会(第11届奥运会）。會上表演武术。张之江是使中国武术走向国际体坛的第一人。国术馆代表团曾赴香港、新加坡、马来西亚、菲律宾等地表演宣传中国武术。
1946年7月31日国民政府令陆军上将衔张之江退为备役。
1948年當選中華民國第一屆立法委員。

## 滯留大陸
1949年中华人民共和国成立後，任第二、三、四届全国政协委员。
1956年，担任全国十二单位武术表演大会评判委员会主任。
1966年5月21日，张之江在上海病逝，享年84岁 。